# نیزل
نیزل، روستایی از توابع بخش مرکزی شهرستان مریوان در استان کردستان ایران است
نام برخی از کوهها و مراتع و اراضی نێزل : قاڵاهر، ئاڵی هر،سه رته نوره،بنجۆ،کانی سێف،خه ڕاتان،هانه سه رده،که ڵکه جاڕ، سیسوه، شی وڵان، وه زبیل،کونه مار،نایش،داڵێ، پیرمو حه مه د (گۆڕستانی شهیدان ) ،قوڵینگ و قاز، سورمیران،ئاسنگه ران،سوره تو،کۆته بڕ،زه وی سه وزه، بان ولان ، بان باخچه، به رده ڕه ش، هوه سکۆ، ده ره پیازه ،کانی چڵه، هه لاجان.
شغل مردم روستا : باغداری ، دامداری و کشاورزی
سال لوله کشی آب شرب روستا:١٣۵۶
سال تاسیس مدرسه ابتدایی :۱۳۷۸
این روستا قبلا جزئی از گوران که به معنی گورانی زبان (نوعی گویش بین سورانی و هورامی) که شامل روستا های سورکول نیزل بیدره گلیه می بود اما بعد جزء کوماسی شد،بزرگان روستا میگویند که یک فرد هورامی زبان اسم این روستا را گزاشته ، اگر به معنی کلمات برویم معنی اسم این روستا دارای نی و زل است که در اون زمان زیاد داشته .
این روستا یکی از با فرهنگ ترین و خونگرم ترین روستا های منطقه است ، و با طبیعت بکری که داره بخصوص در فصل بهار آن را سرشناس کرده با کوه های که تابستان ها دارای برف هم بوده در جای از کوه به نام( چیه که ) .
این روستا در فضای مجازی هم چه در تلگرام و انستاگرام دارای حساب است که از طبیعت روستا و منطقه و کردستان فیلم هایی میگذارد.
آدرس انستاگرام : @sroshti_nizal 

## جمعیت
این روستا در دهستان کوماسی قرار دارد و براساس سرشماری مرکز آمار ایران در سال ۱۳۸۵، جمعیت آن ۲۲۲ نفر (۵۵خانوار) بوده‌است.